# رومولو (لاعب كرة قدم برازيلي)
رومولو (بالبرتغالية: Rômulo‏) هو لاعب كرة قدم برازيلي في مركز الوسط، ولد في 19 سبتمبر 1990 في Picos ‏ في البرازيل. شارك مع منتخب البرازيل تحت 23 سنة لكرة القدم ومنتخب البرازيل لكرة القدم. أما مع النوادي، فقد لعب مع سبارتاك موسكو ونادي فاسكو دا غاما ونادي فلامنغو.

## وصلات خارجية
- رومولو (لاعب كرة قدم برازيلي) على موقع قاعدة بيانات كرة القدم.إي يو (الإنجليزية)
- رومولو (لاعب كرة قدم برازيلي) على موقع ناشيونال فوتبول تيمز (الإنجليزية)
- رومولو (لاعب كرة قدم برازيلي) على موقع Soccerway.com (الإنجليزية)
- رومولو (لاعب كرة قدم برازيلي) على موقع عالم كرة القدم.نت (الإنجليزية)
- رومولو (لاعب كرة قدم برازيلي) على موقع أوليمبيديا (الإنجليزية)
- رومولو (لاعب كرة قدم برازيلي) على موقع اللجنة الأولمبية البرازيلية (البرتغالية)
- رومولو (لاعب كرة قدم برازيلي) على موقع AS.com (الإسبانية)